# Martin Bormann

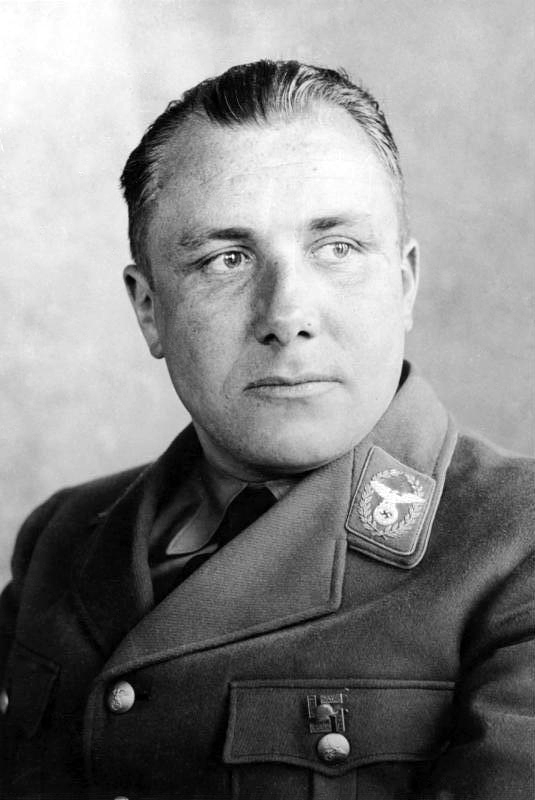
Martin Bormann (1934) in der Uniform eines Reichsleiters der NSDAP

Martin Bormann (* 17. Juni 1900 in Halberstadt; † 2. Mai 1945 in Berlin) war ein deutscher Funktionär der NSDAP. In der Zeit des Nationalsozialismus war er Inhaber höchster Parteiämter, zuletzt Leiter der Partei-Kanzlei der NSDAP im Rang eines Reichsministers und wichtiger Vertrauter Adolf Hitlers.
Nach seiner Flucht aus dem Führerbunker unter dem Garten der alten Reichskanzlei Anfang Mai 1945 galt er als verschollen. Er wurde in Abwesenheit im Nürnberger Prozess gegen die Hauptkriegsverbrecher als eine von 24 Personen angeklagt, am 1. Oktober 1946 in zwei von drei Anklagepunkten schuldig gesprochen und zum Tode durch den Strang verurteilt. Jahrzehntelang hielt sich das Gerücht, Bormann sei die Flucht ins Ausland gelungen. Nach Angaben des Reichsjugendführers Artur Axmann und dessen Adjutanten Günter Weltzin hatten sich Bormann und Ludwig Stumpfegger in der Nähe des Lehrter Bahnhofs in der Invalidenstraße selbst getötet⊙. Beide Leichen wurden 1972 bei Bauarbeiten in Berlin entdeckt und identifiziert, unter anderem mit zahnmedizinischen Methoden. Im Jahre 1998 wurde die Identität Bormanns mittels DNS-Analyse zweifelsfrei bestätigt.

## Leben

### Familie
Bormann war der Sohn von Theodor und Antonie Bormann. Theodor Bormann (1862–1903) war Postbeamter. Nachdem seine erste Ehefrau Louise Grobler, die ihm zwei gemeinsame Kinder hinterließ, 1898 im Alter von 30 Jahren gestorben war, heiratete er noch im selben Jahr Antonie Bernhardine Mennong, die damals 35-jährige Tochter eines Arbeitskollegen. Von den drei kurz hintereinander geborenen Söhnen der beiden erreichten nur Martin (1900–1945) und Albert Bormann (1902–1989) das Erwachsenenalter.
Martin Bormann heiratete 1929 Gerda Buch, die älteste Tochter des Parteirichters Walter Buch. Als Trauzeugen fungierten Adolf Hitler und Rudolf Heß. Gerda Bormann brachte zwischen 1930 und 1943 zehn Kinder zur Welt, von denen eines kurz nach der Geburt starb. Das erste Kind wurde zu Ehren des „Führers“ Adolf Martin genannt.

### Freikorps Roßbach
Im Juni 1918 wurde Bormann in das 2. Thüringische Feld-Artillerie-Regiment Nr. 55 in Naumburg eingezogen, ohne noch an Kampfhandlungen im Ersten Weltkrieg teilzunehmen. Nach dem Krieg absolvierte er eine landwirtschaftliche Lehre auf einem Gutshof und wurde Mitglied im Verband gegen die Überhebung des Judentums. Der dortige Gutsbesitzer beherbergte Mitglieder des Freikorps Roßbach, dem Bormann beitrat. Als Mitglied des Freikorps war er in rechtsradikale Umtriebe verwickelt und wurde 1924 wegen Fememordes angeklagt. Gemeinsam mit dem späteren SS-Obersturmbannführer und Kommandanten des Konzentrationslagers Auschwitz Rudolf Höß, der eine zehnjährige Zuchthausstrafe erhielt, musste er sich für den Parchimer Fememord an dem Volksschullehrer Walter Kadow (1900–1923) verantworten. Bormann wurde zu einem Jahr Gefängnisstrafe verurteilt.
Während des Prozesses beschwerte Bormann sich über die Tatsache, dass er in den Akten des Gerichtes als evangelischer Christ geführt wurde. Seiner Aussage nach glaubte er damals „an gar nichts“. 1927 trat er der NSDAP bei (Mitgliedsnummer 60.508). Dort war er kurzzeitig Fahrer von Gauleiter Fritz Sauckel in Weimar und stieg bereits ein Jahr später in die Führungsriege der NSDAP auf. 1928 übernahm er die SA-Versicherung und baute sie später weiter zur Hilfskasse der NSDAP aus.

### Reichsleiter und Stabsleiter von Rudolf Heß

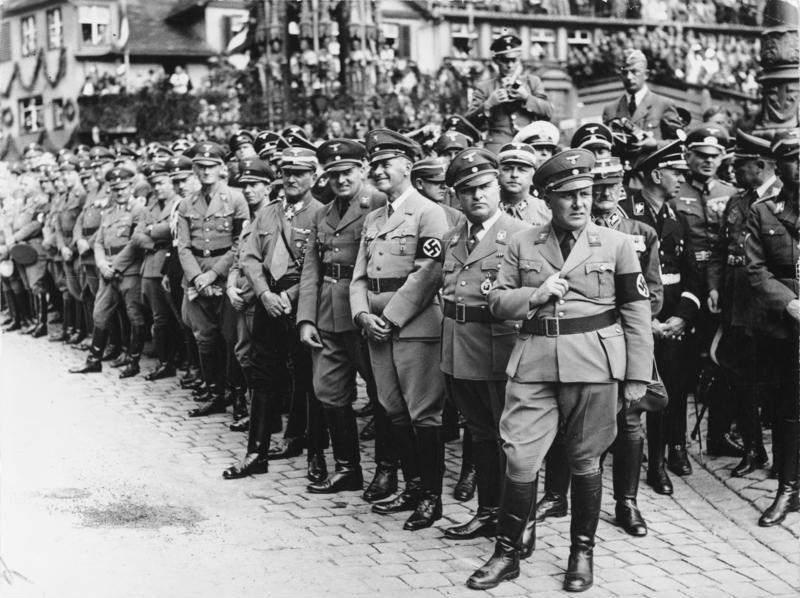
Bormann (vorne, Erster von rechts) beim 10. Reichsparteitag der NSDAP, Nürnberg 1938

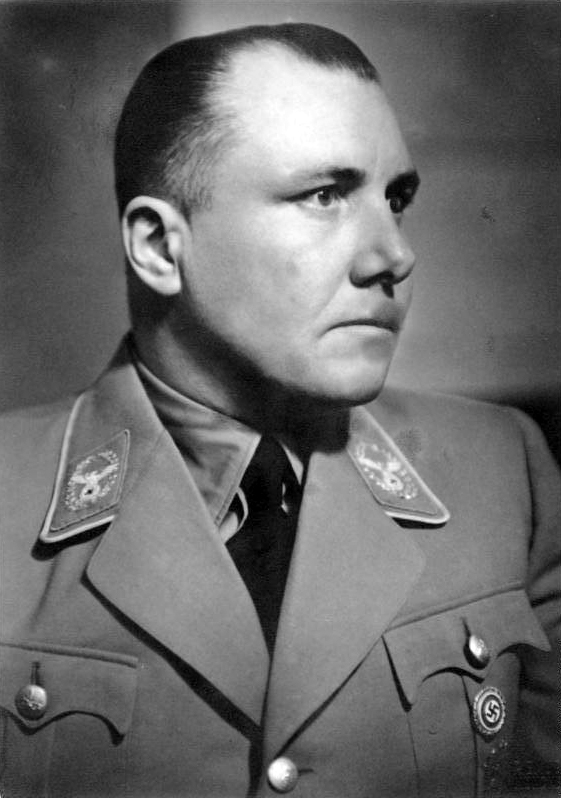
Bormann 1939 in Reichsleiter-Uniform mit Goldenem Parteiabzeichen.

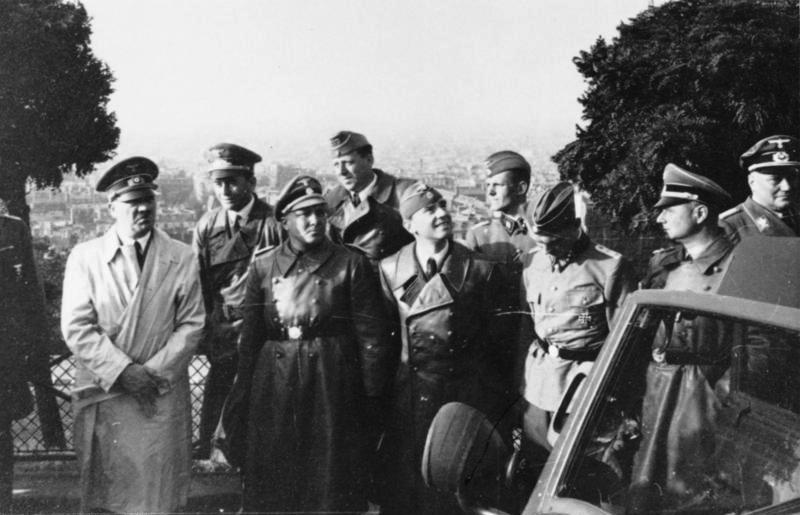
Bormann (vorn, rechts neben Hitler) in Paris, Juni 1940

Im Oktober 1933 wurde Bormann in seiner Eigenschaft als Chef des Stabes des Stellvertreters des Führers zu einem der 18 Reichsleiter der NSDAP ernannt und übte das Amt bis zum Englandflug von Rudolf Heß im Jahr 1941 aus. Nach der Reichstagswahl am 12. November 1933 wurde er Mitglied des Reichstages.
Hitler ernannte ihn zum Verwalter seines Vermögens, das er z. B. mit Lizenzgebühren für Hitlers Buch Mein Kampf und für dessen Abbildung, z. B. auf Briefmarken, zu vergrößern wusste. Außerdem hatte Hitler persönlichen Zugriff auf den von Bormann und anderen eingerichteten Adolf Hitler Stiftungsfonds der deutschen Wirtschaft.
Rudolf Heß betraute ihn mit dem Bau und der Aufsicht eines Führersperrgebiets auf dem Obersalzberg, das neben anderen Privathäusern der NS-Politprominenz auch Hitlers Berghof und das Kehlsteinhaus umfasste. 
Der Ort Pullach bei München wurde von ihm als Ort für eine NS-Mustersiedlung für die Parteielite ausgewählt. Die Siedlung war gedacht für den Stab von Rudolf Heß. Auftraggeber und Bauherr war Martin Bormann, seinerzeit Leiter des Stabes des Stellvertreters des Führers. Die Reichssiedlung Rudolf Heß wurde von Bormann persönlich genutzt und nach dem Krieg zum Standort des Bundesnachrichtendienstes. Die ehemalige Bormann-Villa wurde zur Präsidenten-Villa.
Bormann gelang es dann auch, den bisherigen persönlichen Adjutanten Hitlers, SA-Obergruppenführer Wilhelm Brückner, aus seinem Amt und aus dem unmittelbaren Umfeld Hitlers zu verdrängen.

### Reichsminister und Privatsekretär Hitlers

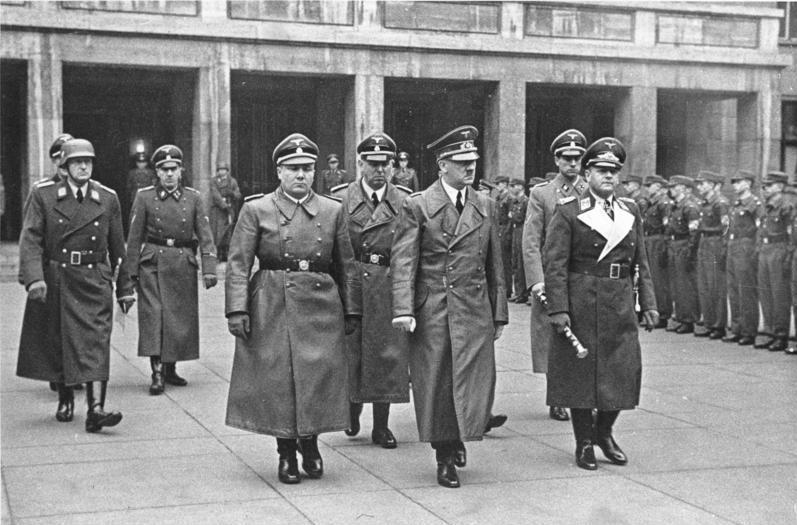
Bormann (vorne links) im November 1941 mit Hitler bei der Beisetzung von Werner Mölders

Im Mai 1941 wurde Bormann die Dienststelle des in englischer Gefangenschaft sitzenden Heß übertragen, mit den Befugnissen eines Reichsministers; sie wurde in Partei-Kanzlei umbenannt. Er war jetzt der zweitmächtigste Mann in der NSDAP.
Er gab am 7. Juni 1941 einen Geheimerlass an alle Gauleiter heraus zum »Verhältnis von Nationalsozialismus zum Christentum«. Darin bestimmte er, dass Nationalsozialismus und Christentum unvereinbar seien und der Einfluss der Kirchen in Deutschland ausgeschaltet werden müsse.
Je länger der Krieg dauerte, umso stärker konnte Bormann Einfluss darauf nehmen, wer Zugang zu Hitler erhielt, um seine Anliegen vorzutragen, und welche Post Hitler erreichte. Am 12. April 1943 erhielt er den Titel Sekretär des Führers.
Durch die ständige Nähe zu Hitler und dessen immer stärkere Konzentration auf die Kriegsführung erlangte Bormann eine Machtstellung, die auch einflussreiche NS-Größen wie Hermann Göring, Heinrich Himmler oder Albert Speer begrenzte. In seinem Testament bezeichnete Hitler Bormann als den „Treuesten seiner Parteigenossen“. Bormann war Trauzeuge Hitlers bei dessen Vermählung mit Eva Braun im Führerbunker am 29. April 1945, die kurz vor deren gleichzeitigen Suiziden stattfand.
Bis zum Ende im Führerbunker ausharrend, blieb der in Parteikreisen und beim Militär gleichermaßen unbeliebte Bormann bei Hitler, der ihn in seinem politischen Testament zum Parteiminister im Kabinett Goebbels ernannte.

### Bormanns Rolle bei der Verfolgung und Vernichtung der Juden
Bormann war eine wesentliche treibende Kraft in jeder Phase der Judenverfolgung und Judenvernichtung. Er schaltete sich sowohl in die judenfeindliche Gesetzgebung als auch in ihre verwaltungsmäßige Durchführung ein.
Am 9. Oktober 1942 gab er einen Erlass an die Partei heraus, der die endgültige Beseitigung der Juden aus dem Deutschen Reich über die Vertreibung hinaus durch Anwendung „rücksichtslose[r] Härte“ in Sonderlagern des besetzten Ostens anordnete. Insbesondere aufgrund seiner Doppelfunktion in Staat und Partei weitete er die Verfolgung auf immer umfassendere Lebensbereiche aus.

### Nürnberger Prozess und Todesumstände
Bormann war noch bei der Verbrennung von Hitlers Leiche anwesend. Noch am Morgen des 1. Mai hatte er Karl Dönitz, den Hitler testamentarisch zum Nachfolger als Reichspräsident und Oberbefehlshaber der Wehrmacht bestimmt hatte, in einem Funktelegramm mitgeteilt, dass er so schnell wie möglich zu ihm nach Norddeutschland kommen werde. Danach verlor sich die Spur Bormanns und er war nicht mehr auffindbar. Er wurde bei den Nürnberger Prozessen in Abwesenheit angeklagt und am 1. Oktober 1946 zum Tode verurteilt. Zur Zeit des Prozesses galt es noch keineswegs als sichergestellt, dass Bormann bereits tot war, obgleich der als Zeuge vor den Internationalen Militärgerichtshof geladene frühere Reichsjugendführer Artur Axmann ausgesagt hatte, Bormanns Leiche in Berlin gesehen zu haben.
Laut Axmann hatten am 1. Mai 1945 nach Hitlers Tod Bormann und Ludwig Stumpfegger zusammen mit anderen Insassen des Führerbunkers einen Durchbruch aus dem stark umkämpften Stadtzentrum Berlins versucht. Sie seien zeitweise zu Fuß in einer Gruppe von Panzern mitmarschiert und hätten auch noch die Explosion eines in ihrer Nähe befindlichen Panzers überlebt. Bormann und Stumpfegger verübten dann aber offenbar in der Nacht zum 2. Mai 1945, vermutlich zwischen 1:00 und 3:00 Uhr, mithilfe mitgeführter Giftkapseln Suizid. Auf ihrem Fluchtweg hätten dann Axmann und sein Adjutant Günter Weltzin die beiden nebeneinander liegenden Leichen in den frühen Morgenstunden des 2. Mai 1945 auf der über die Ferngleise des Lehrter Bahnhofs führenden Brücke der Invalidenstraße entdeckt. Axmann identifizierte die beiden Toten. Sie sollen noch Uniformen getragen haben, jedoch ohne Rangabzeichen.
Obwohl Bormanns Leiche nicht gefunden wurde, erklärte ihn am 10. März 1954 das Amtsgericht Berchtesgaden amtlich für tot. Seit Mitte der 1960er Jahre ließ die Staatsanwaltschaft Frankfurt am Main aufgrund von Zeitzeugenberichten auf einem in Frage kommenden Gelände in der Nähe des Lehrter Bahnhofs in Berlin Grabungen vornehmen, die jedoch ohne Ergebnis blieben. Noch 1968 berichtete der Spiegel von einem Interview mit dem angeblichen Bormann-Unterstützer Erich Karl Wiedwald. Der ehemalige Scharführer der SS behauptete gegenüber einem Korrespondenten der Londoner Sunday Times, Bormann aus Berlin gelotst und noch wenige Monate zuvor gesehen zu haben. Wiedwald zufolge lebte die untergetauchte NS-Größe in der sogenannten „Kolonie Waldner 555“ im brasilianisch-paraguayischen Grenzgebiet. Bormanns Gesicht sei 1947 durch eine misslungene Gesichtsoperation entstellt worden, sodass sich seine prägnante Stirnnarbe unter den „Striemen entzündeter Haut“ verberge. Andere Gerüchte wiesen auf eine Flucht nach Argentinien hin. Noch heute kann das angebliche Versteck Bormanns im Urwald in der Nähe des Städtchens San Ignacio besichtigt werden.
Bei Erdkabelarbeiten der Post am 7./8. Dezember 1972 wurden in der Nähe des Lehrter Bahnhofs nahe dem früheren Landesausstellungspark zwei Skelette im Boden entdeckt, die durch die Aussagen des damaligen Bestatters Albert Krumnow, der eigentlich Postbeamter war und von russischer Seite 1945 mit drei weiteren Postbeamten als Leichenbestatter eingesetzt wurde, und durch die anschließenden Untersuchungen durch Gerichtsmediziner, Zahnärzte (mittels forensischer Odontologie) und Anthropologen schnell Bormann und Ludwig Stumpfegger zugeordnet werden konnten. An beiden Schädeln wurden zwischen den Zähnen Glassplitter von Blausäureampullen gefunden. Für Bormanns Skelett wurde die Identität 1998 durch eine DNS-Analyse bestätigt. Bormanns Überreste wurden 1999 verbrannt; seine Asche wurde über der Ostsee verstreut.

„‚Martin Bormann ist in der Nacht zum 2. Mai 1945 zwischen ein und drei Uhr auf der Eisenbahnbrücke der Invalidenstraße in Berlin gestorben.‘ Mit dieser Erklärung hat der hessische Generalstaatsanwalt Dr. Horst Gauf 1973 auf einer Pressekonferenz in Frankfurt am Main das Ergebnis zwölfjähriger Ermittlungen der von ihm geleiteten Behörde über das Schicksal des wegen millionenfachen Mordes gesuchten früheren NS-Reichsleiters bekanntgegeben. Die Ermittlungsakte ‚Bormann‘, AZ: O JS 11/61, ist geschlossen.“

## Deutungen
Bormann galt als „absolut zuverlässiger Erfüllungsgehilfe“ Hitlers. Von seinen Zeitgenossen wurde er unterschätzt, aber nach dem Krieg „zum bösen Dämon des NS-Staates und Sündenbock überzeichnet und damit überschätzt“.

## Nationalsozialistische Auszeichnungen
- Blutorden
- Goldenes Parteiabzeichen der NSDAP
- Dienstauszeichnung der NSDAP in Bronze und Silber
- SS-Dienstauszeichnung
- Ehrendegen des Reichsführers SS
- Totenkopfring der SS

## Persönliche Referenten
- Kurt-Walter Hanssen (1937–43)
- Hans Müller (1943–45)
- Helmut von Hummel, Privatsekretär (1942–45)

- Else Krüger von Ende 1942 bis Mai 1945 Sekretärin von Martin Bormann und angebliche Geliebte

## Sonstiges
- Der Bormann-Ausschuss unter der Leitung von Bormann sollte den Einfluss der NSDAP auf die Berliner Großbanken erhöhen.
- Die Bormann-Diktate sind Monologe Hitlers in seinen letzten Lebenswochen, die Bormann als Sekretär mitschrieb.
- Bormann war einer der Initiatoren der Aktion gegen Geheimlehren und sogenannte Geheimwissenschaften.
- In seinen privaten Testamenten setzte Adolf Hitler Bormann zum Testamentsvollstrecker ein.